# Gina Oselio
Gina Oselio, egentligen Ingeborg Mathilde Laura Evensdatter Aas, född den 19 november 1858 i Kristiania (nuvarande Oslo), död där den 4 maj 1937, var en norsk operasångare (mezzosopran). Hon var mellan 1893 och 1909 gift med teaterdirektören Bjørn Bjørnson, son till författaren Bjørnstjerne Bjørnson. Hon var även norsk Kongelig Hofsangerinde.
Oselio var elev till Fredrika Stenhammar (1876) och Fritz Arlberg i Stockholm samt till Mathilde Marchesi i Paris. Hon var aktiv vid Operan i Stockholm 1879–1881, i Padua 1883, i Florens, Venedig och Rom 1885 och i London från 1886. Från 1890 spelade hon vid Christiania Theater och Nationaltheatret. Bland hennes roller märks Carmen, Margaretha, Elisabeth, Desdemona, Leonora, Azucena och Bergadrottningen.

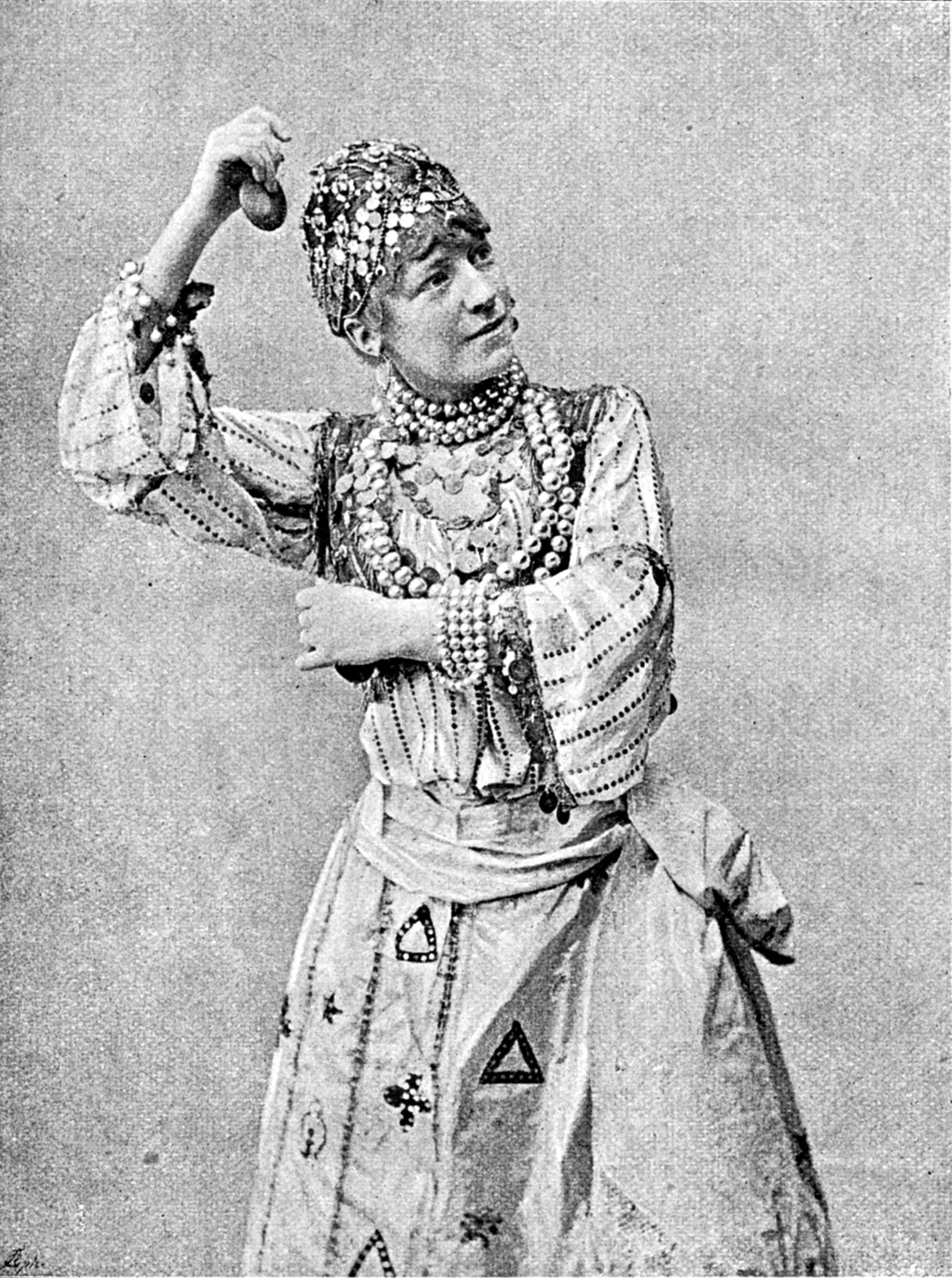
Gina Oselio som Carmen 1891.

 Gina Oselio tilldelades medaljen Litteris et Artibus 1891.

## Utmärkelser
- "Kong Oscar IIs belønningsmedalje" 1902.[6]
- Den svenska medaljen Pro "Litteris et Artibus".[6]
- Den franska "Officier de l'Instruction Publique".[6]
- "Statens kunstnerlønn" från 1929.[6]